# Oenanthe fistulifolia
Oenanthe fistulifolia är en flockblommig växtart som beskrevs av Jonathan S. Stokes. Oenanthe fistulifolia ingår i släktet stäkror, och familjen flockblommiga växter. Inga underarter finns listade i Catalogue of Life.